# Tangua
Tangua é um município da Colômbia, localizado no departamento de Nariño.